# 窦易直
窦易直（8世纪—833年4月29日），字宗玄，谥号晋阳恭惠公，中国唐朝官员，唐敬宗和唐文宗年间为宰相。

## 家世
窦易直生年不详，京兆始平人。家族认祖汉朝皇后窦妙父大将军窦武。祖父窦元昌，彭州九泷县令。父窦彧，庐州刺史。
窦易直举明经，为秘书省校书郎，此后十年不应辟，以考试书判入等，授蓝田尉。曾在华阴令任上被升为左拾遗，士大夫闻讯，都高兴地说“窦易直被提拔了，正直之道可以推行了！”历任右司、兵部、吏部三郎中。

## 唐宪宗年间
元和六年（811年）六月，迁御史中丞。谢日，赐绯鱼袋。因病被免，八年（813年），迁给事中。九月，出为陕虢都防御观察使，仍赐金紫。入为京兆尹。万年尉韩晤贪赃事发，窦易直命曹官韦正晤问讯，查出案值达三十万。唐宪宗认为案值不够，下诏重查，查出案值达三百万。因此，十二年（817年），窦易直贬为金州刺史，韦正晤长流昭州。十三年（818年）六月，迁宣州刺史、宣歙池都团练观察等使。次年五月，为润州刺史，充浙西观察使。

## 唐穆宗年间
唐穆宗长庆二年（822年）七月，宣武军兵变，逐节度使李愿。窦易直闻变，担忧本部士兵也会如法炮制。他想以金帛赏赐军士，但有人对他说：“赏赐无名，将士反而更加生疑。”窦易直因而没有这么做，但是军士已经知道他想赏赐金帛了。时江、淮旱灾，漕物淹积不能前运，州大将王国清因而以取漕货激众军谋乱，九月，事泄，窦易直械王国清下狱，王国清党羽数千入狱劫之，想大行剽掠。窦易直登楼发令：“能诛乱者的人，一个首级赏千万！”众军喜，擒王国清及其党羽二百余人（《两唐书》本传皆作三百余人），窦易直皆杀之。但窦易直为赏赐众军，倾其府藏，军队更加骄气，财物也告竭。同月，窦易直被李德裕所代，回京为吏部侍郎。十一月，改户部侍郎，兼御史大夫，判度支。

## 唐敬宗年间
长庆四年（824年）正月唐穆宗驾崩，唐敬宗登基后不久，五月窦易直即因宰相李逢吉推荐，以朝议郎、守尚书户部侍郎、兼御史大夫、判度支、上柱国、赐紫金鱼袋身份被任为朝散大夫、守尚书户部侍郎、判度支，与吏部侍郎李程一同被授同中书门下平章事，拜为宰相。改门下侍郎。辞让判度支，七月，给其三月俸禄，罢判度支。十一月封晋阳郡公，食邑三千户。
先前鄠县令崔发因越权逮捕殴打百姓的五坊使而获罪，遭品官五十余人击打伤了脸落了牙齿，遇赦也不被免，李逢吉、窦易直、李程为崔发求情，提到崔发母是故宰相韦贯之的姐姐，年已八十，为崔发入狱积忧成疾，希望敬宗基于孝道恩赦崔发。敬宗先前不知崔发有老母，闻言感到同情，遂释放崔发并抚慰其母。
宝历元年（825年）四月，敬宗被群臣上尊号文武大圣广孝皇帝，发布赦文，窦易直以摄侍中读宝官门下侍郎平章事的身份被赐一子出身。
窦易直以避免表现裙带关系闻名，后来开成二年（837年）唐文宗对当时的宰相们评价他：“你们推荐人的时候不要在意亲疏。朕听闻窦易直为相时，不用亲人故人，如果这些人有才而因为避嫌而遭他弃用，这也不是至公之举。”

## 唐文宗年间
宝历二年（826年）十二月，敬宗遇弑，文宗继位。太和二年（828年）十月，窦易直在尚书右仆射任上罢相，改检校左仆射（《新唐书》作检校尚书右仆射）、襄州刺史、充山南东道节度使、临汉监牧等使，仍保有同中书门下平章事为荣衔。四年（830年），宰相王播去世，裴度病重，由刘禹锡代为上表，提到文宗登基时的四位宰相已故两人（韦处厚、王播），自己又病重时日无多，只有出镇的窦易直安然无恙，可见权位难居，请求辞官。五年（831年），窦易直入为左仆射，判太常卿事。当年宰相宋申锡被神策军军虞候豆卢著诬告勾结皇弟漳王李凑谋反，窦易直认为宋申锡罪当诛，闻者不赞同。十一月，任凤翔尹、凤翔陇右节度使，加检校司空。六年（832年），因病请求回京，获准。七年（833年）四月卒，赠司徒，谥恭惠。

## 评价
- 韦处厚：窦易直良厚，忠事先朝，陛下（指唐文宗）固当委信。[26]/窦易直长厚忠实，经事先帝，陛下所宜亲重委信之。[27]
- 窦易直入仕十多年，常居散官，不应请辟；担任节度使时，也以公廉闻名。在相位，未尝论用亲党，但在公事上举荐人时则无所避嫌。然而元和年间，吏部尚书郑余庆曾著《仆射上仪》议仆射上日仪制，不与隔品官抗礼。时任御史中丞的窦易直奏驳郑余庆所议，[28]但等自己做了左仆射，却行隔品致敬之礼，被时论非议鄙视嘲笑。[2][29][30][31]
- 窦易直曾在边境增加使者、官吏，因此被金献贞上书劝谏。[32]
- 唐文宗曾对李珏说“窦易直劝我，凡是宰相启奏拟议的，五个取三个，两个取一人。他应该劝我选择宰相，不应该劝我怀疑宰相。”开成四年（839年），当时已是宰相的李珏重提此事，文宗说：“易直此言甚鄙。”[20]/“易直此言殊可鄙。”[21]
- 北宋判太常礼仪院赵昂、判考功张洎：窦易直之公举无避，乃谥曰“恭惠”。[33]

## 轶闻
《因话录》载：
窦易直最初叫窦秘，家贫，老师是个有道术的老头，但别人不知道。一次风雪交加，学童们无法回家，只能都住在漏了的屋子里，争相烤火，只有窦秘在睡觉，直到夜深才察觉。老师抚摸着他让他起来，说他以后能作官，官位和寿命都会很高。
唐德宗遭遇泾原兵变出奔奉天县时，窦易直作为新科进士也随驾，骑瘸驴到开远门，人多路窄，城门就要关上了，窦易直不敢前行，却有一个黑衣士兵对驴吆喝，又捶打驴屁股，窦易直得以疾驰出门，回头时，士兵说：“秀才，以后不要忘了这件事！”窦易直做了宰相后，找到士兵的儿子，将其提携入官场，令其显达。

## 子孙
- 窦紃，字受章，渭南尉、集贤校理。岳父王涯在甘露之变中蒙难，宦官知道他是窦易直之子，没有杀他，贬循州司戶參軍
- 窦從真，殿中侍御史[3]